# Euphorbia xbacensis
Euphorbia xbacensis är en törelväxtart som beskrevs av Charles Frederick Millspaugh. Euphorbia xbacensis ingår i släktet törlar, och familjen törelväxter. Inga underarter finns listade i Catalogue of Life.